# تسیلتندورف
تسیلتندورف (به آلمانی: Ziltendorf) یک شهر در آلمان است که در اودر-اشپری واقع شده‌است. تسیلتندورف ۱٬۶۹۹ نفر جمعیت دارد.